# Chojane-Sierocięta
Chojane-Sierocięta – wieś w Polsce położona w województwie podlaskim, w powiecie wysokomazowieckim, w gminie Kulesze Kościelne.
Zaścianek szlachecki Sierocięta należący do okolicy zaściankowej Chojane położony był w drugiej połowie XVII wieku w powiecie brańskim ziemi bielskiej województwa podlaskiego. W latach 1975–1998 miejscowość administracyjnie należała do województwa łomżyńskiego.
Wierni kościoła rzymskokatolickiego należą do parafii św. Bartłomieja Apostoła w Kuleszach Kościelnych.

## Historia
We wsi mieszkali Chojeńscy zwani Sierotami. Od tego przydomka wieś nazwano Sierocięta. W 1580 roku wzmiankowany Marcin, syn Jana Sieroty Chojeńskiego.
W roku 1827 w Chojanech-Sierociętach było 13 domów i 74 mieszkańców.
„Słownik geograficzny Królestwa Polskiego” pod koniec XIX w. informuje: Chojane (lub Chojany), okolica szlachecka, powiat mazowiecki, gmina Chojany, parafia Kulesze. Wymienia Chojane: Bąki, Gorczany, Pawłowięta, Piecki (Piecuchy), Sierocięta, Stankowięta. Informuje, że dawniej istniały Chojane Bozuty i Górki.
Sieroty Chojeńscy udowodnili pochodzenie szlacheckie w XIX wieku z herbem Korczak, jako jedyni Chojeńscy z tej okolicy. W tym czasie istniało tu 18 gospodarstw drobnoszlacheckich na 139 ha ziemi (88 ha gruntów ornych). Średnie gospodarstwo miało powierzchnię 7,7 ha.
W 1921 w miejscowości 18 domów i 126 mieszkańców (w tym 3. prawosławnych i 1. wyznania niewiadomego).
W 1922 utworzono tu jednoklasową szkołę powszechną, liczącą 66 uczniów. W 1923 r. uczyło się w niej 72. dzieci. Rok później, z niewiadomych przyczyn, szkołę zlikwidowano.